# Сангушко, Михаил Александрович
Михаи́л Алекса́ндрович Сангу́шко (пол. Michai Sanguszko, ум. после 1490/до 1501) — государственный деятель Великого княжества Литовского, князь кошерский  (после 1491 — до 1501). Гедиминович.

## Биография
Представитель каширской ветви знатного княжеского рода Сангушек герба «Погоня». Старший сын старосты владимирского и наместника кременецкого, князя Александра Сангушковича (ум. после 1491). Младший брат — наместник кременецкий, брацлавский и винницкий, маршалок Волынской земли и староста владимирский, князь Андрей Александрович Сангушко (ум. 1534).
В 1481 году князь Михаил Александрович упоминается как свидетель на процессе в Вильно. В 1490 году купил у братьев Колеёвичей два села в усадьбе Дубищи.
Скончался в конце XV века. Его вдова Анна Копач в 1501 году получила подтверждение своих прав на владение имением Деречин, который достался ей в наследство от её брата Яцка Копачевича.
В 1502 году по королевскому распоряжению начался раздел Каширского княжества на две части: одна под названием Несухоижская, включала в себя сёла Грабов, Сынов, Берёзов и Торговище — досталась князю Андрею Александровичу Сангушке, а вторая половина, включавшая в себя Каширск с сёлами Мезово, Речица, Кругил, Тупалы и Городелец — княгине Анне, вдове князя Михаила Александровича и её сыну — князю Андрею Михайловичу.

## Семья
Был женат на Анне Васильевне Копач, дочери Василия Витольдовича Копача, владельца Деречина. Дети:
- Андрей Михайлович Сангушко (ум. 1560) — князь Каширский (1534—1560), староста луцкий (1542—1560), справца Киевского воеводства (1540—1542), маршалок господарский (1522—1547)
- Анастасия Михайловна Сангушко (ум. 1559), жена князя Семёна Богдановича Одинцевича
- Невидана Михайловна Сангушко (ум. после 1558), жена маршалка господарского, князя Ивана Андреевича Полубинского (ум. 1556).